# Euthiconus
Euthiconus is een geslacht van kevers uit de familie kortschildkevers (Staphylinidae). Het geslacht werd voor het eerst wetenschappelijk beschreven in 1882 door Reitter.

## Soorten
- Euthiconus conicicollis (Fairmaire & Laboulbène, 1855)
  - = Scydmaenus conicicollis Fairmaire & Laboulbène, 1855[2]
- Euthiconus latus (Brendel, 1893)
  - = Euthiodes lata Brendel, 1893[3]
- Euthiconus lustrificus Kurbatov, 1990[4]
- Euthiconus nopporoensis Jałoszyński, 2019[5]
- Euthiconus tener (Casey, 1897)
  - = Ascydmus tener Casey, 1897[6]